# Blauet nan de les Moluques
El blauet nan de les Moluques (Ceyx lepidus) és una espècie d'ocell de la família dels alcedínids (Alcedinidae) que habita selva i boscos densos des de les Moluques. Les poblacions de les illes Salomó eren considerades conespecífiques, però avui han estat separades en dues espècies diferents: Ceyx nigromaxilla i Ceyx gentianus.